# Districtul Bir Kasdali
Bir Kasdali este un district din provincia Bordj Bou Arreridj, Algeria.